# Wilhelm Beseler

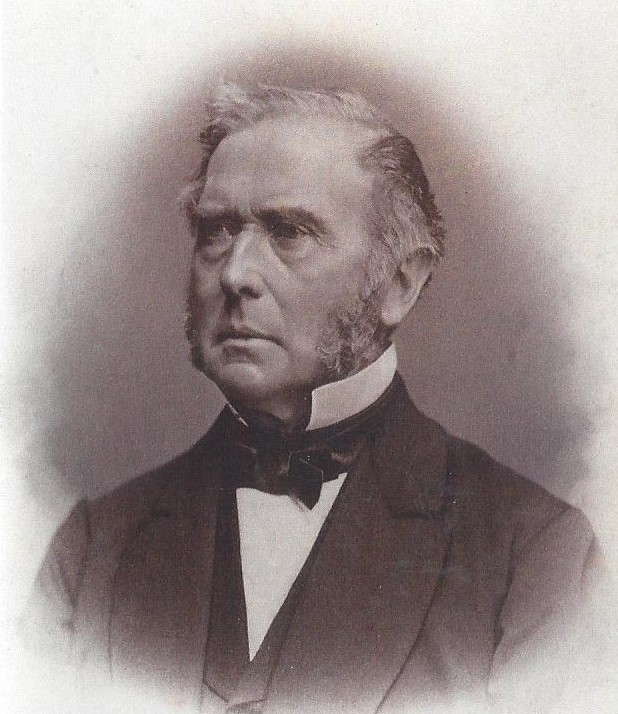
Wilhelm Beseler

Wilhelm Hartwig Beseler (* 2. März 1806 auf Gut Marienhausen, Sande (Friesland); † 2. September 1884 in Bonn) war ein deutscher Politiker. 1848 war er Präsident der Provisorischen Regierung von Schleswig-Holstein.

## Leben
Beseler, älterer Bruder von Georg Beseler, war ein Sohn des Kammerrats und Deichinspektors Cay Hartwig Beseler und dessen Ehefrau Sophie Magdalena Jahn (1768–1820). Damit entstammte er der Glockengießerfamilie Beseler. Er studierte von 1823 bis 1827 Rechtswissenschaften an der Ruprecht-Karls-Universität Heidelberg und der Christian-Albrechts-Universität zu Kiel, wo er der Alten Kieler Burschenschaft Germania (1824) und der Alten Heidelberger Burschenschaft (1825) beitrat. Nach den Examen verfolgte er eine Beamtenkarriere im Herzogtum Schleswig.
Seit den 1840er Jahren engagierte sich Beseler in der deutschgesinnten schleswig-holsteinischen Bewegung, die einen Zusammenschluss der beiden Herzogtümer unter deutscher Oberhoheit propagierte. Von 1844 bis 1846 war er Mitglied der Schleswigschen Ständeversammlung. 1846 gehörte er zu den Mitunterzeichnern eines offenen Briefes an Christian VIII. (Dänemark und Norwegen), weshalb ihm die weitere Übernahme seines Mandats in der Ständeversammlung verweigert wurde. Daraufhin trat Beseler 1847 aus dem Staatsdienst aus und wirkte als Publizist, unter anderem als Berichterstatter der führenden liberalen Deutschen Zeitung.
Als die Herzogtümer Schleswig und Holstein am 24. März die Erhebung gegen Dänemark wagten, wurde Beseler Präsident der provisorischen Regierung für Schleswig-Holstein in Kiel.
Im Namen der Frankfurter Nationalversammlung wurde er Statthalter der provisorischen Reichsregierung in Schleswig-Holstein.
Vom 23. November 1848 bis zum 21. Mai 1849 war Beseler als Nachfolger von Lucius Nergaard von Bruun wie sein Bruder Mitglied der Frankfurter Nationalversammlung als Abgeordneter für Itzehoe. Von Januar bis April 1849 fungierte der dem Casino (Fraktion) zugehörige Beseler als Erster Vizepräsident des Parlaments. 1849 nahm er die Paulskirchenverfassung für Schleswig-Holstein an und führte das Land bis 1851.
1851 wurde er wegen „Teilnahme am antidänischen Widerstand“ angeklagt des Landes verwiesen. Bis 1858 lebte er als Publizist in Braunschweig, anschließend in Heidelberg. Während dieser Jahre übersetzte er die Geschichte von England seit dem Regierungsantritte Jacob's II. bis zum Tode Wilhelm III. von Thomas Babington Macaulay (Westermann, Braunschweig 1852–1861, 12 Bände). 1860 wurde er von der Universität Bonn zum Regierungsrat und Kurator bestellt.
Beseler starb als Universitätslehrer der Bonner Universität und wurde in Mildstedt begraben.

## Ehrungen
- Reventlou-Beseler-Denkmal in Schleswig (Paul Peterich, 1891)
- Gedenkstele in der Beselerallee in Kiel
- Beselerplatz und Beselerstraße in Hamburg-Groß Flottbek (1897 benannt)[5]
- Beselerstraße in Flensburg (1908 benannt)[6]

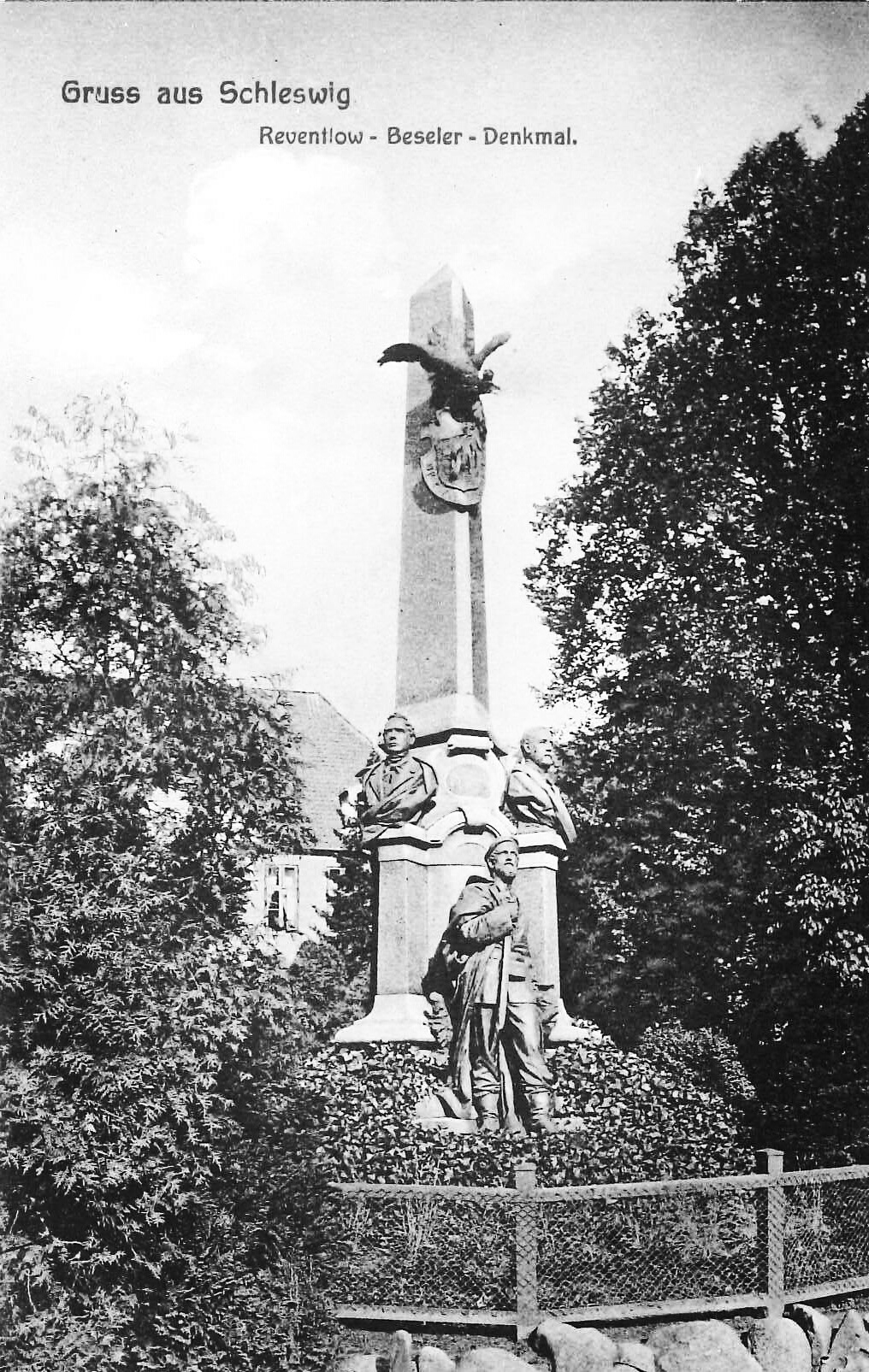
Schleswig
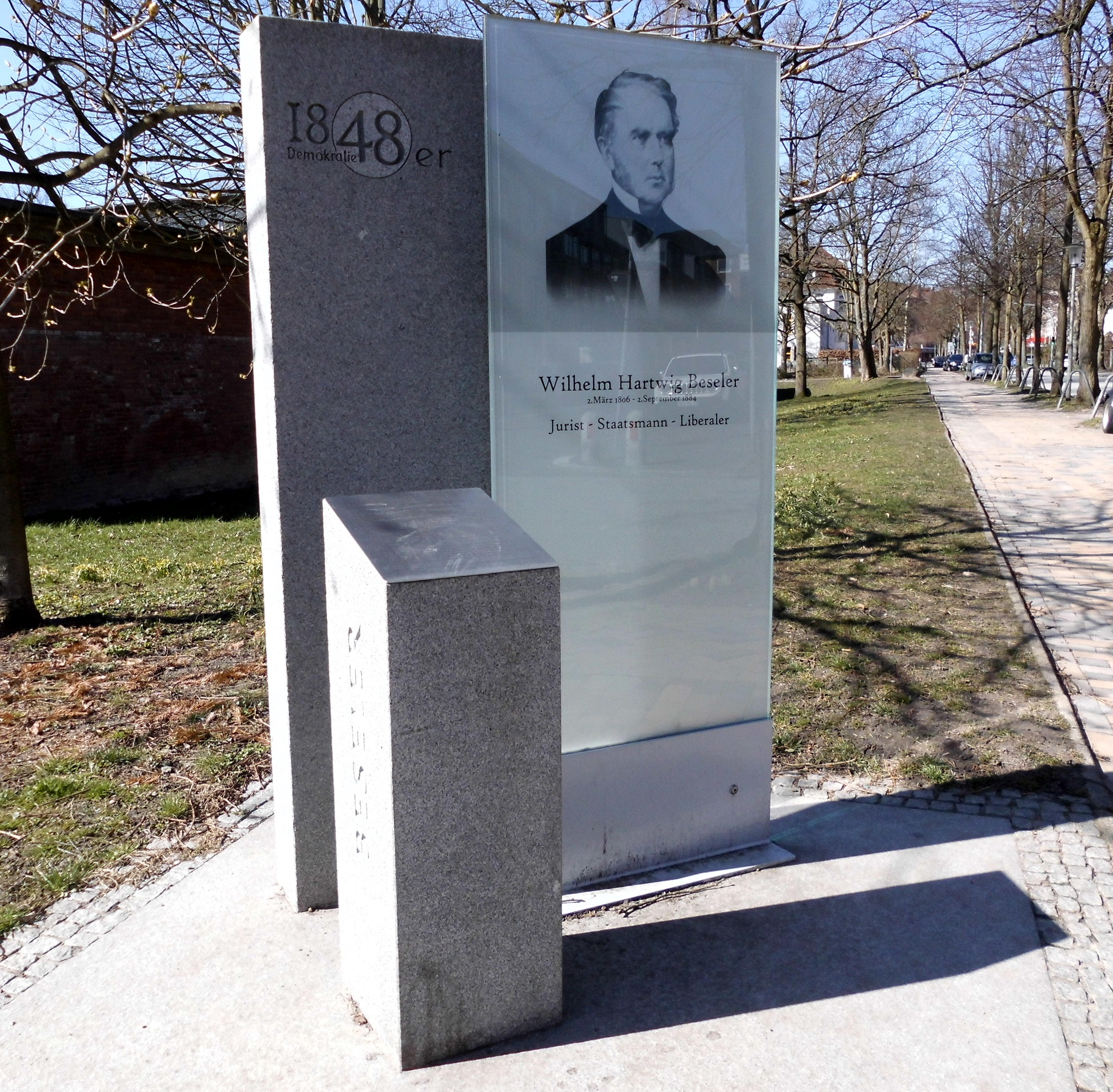
Kiel

## Werke
- Der Proceß Gervinus. Verhandlungen vor dem Großherzoglich Badischen Oberamt Heidelberg und dem Großherzoglichen Hofgericht des Unterrhein-Kreises zu Mannheim nebst dem Rechtsgutachten der Juristen-Facultät der Universität Göttingen und dem Hofgerichtlichen Urtheil vom 8. März. Schwetschke u. Sohn, Braunschweig 1853. (Digitalisat)